# International Code of Nomenclature of Prokaryotes
International Code of Nomenclature of Prokaryotes (ICNP, zkráceně „Prokaryotic Code“) je mezinárodním předpisem upravujícím klasifikaci a názvosloví prokaryotních organismů, tedy bakterií a archeí. Vydává a reviduje ho Mezinárodní výbor pro systematiku prokaryot (International Committee on Systematics of Prokaryotes, ICSP).
Jeho předchůdcem byl International Code of Nomenclature of Bacteria (ICNB, zkráceně „Bacteriological Code“) byl oficiálním předpisem týkající se klasifikace a nomenklatury bakterií. Ten nahradil tak Mezinárodní kód botanické nomenklatury, který předtím do roku 1975 zahrnoval i bakterie. První bakteriologický kód byl odsouhlasen v roce 1947, ale později byl zrušen. Oficiálně se tak bakteriologická nomenklatura začala používat až od 1. ledna 1980. 
Od r. 2021 kód specifikuje pro obě domény prokaryot standardní taxonomické úrovně kmen, třída, podtřída, řád, podřád, čeleď, tribus, rod, podrod, druh a poddruh a stanoví principy pro jejich platné pojmenování. V r. 2023 bylo navrženo rozšířit systém o úroveň říše. Kód stanoví i pravidla pro pojmenování taxonů pro skupiny bez kultivovaných vzorků (typu Candidatus).
Přehled platně publikovaných názvů taxonů podle prokaryotického kódu spravuje internetová databáze LPSN (List of Prokaryotic names with Standing in Nomenclature) a průběžně ji aktualizuje.

## Konkurenční SeqCode
The Code of Nomenclature of Prokaryotes Described from Sequence Data (zkráceně „SeqCode“) vznikl v r. 2021 jako opora pro systém aplikovaný v internetové databázi Genome Taxonomy Database (GTDb), která shrnuje údaje o sekvenovaných genomech všech prokaryot. 
Kód je zaštiťovaný Mezinárodní společností pro mikrobiální ekologii (International Society for Microbial Ecology, ISME), která však nemá žádný vztah k ICSP s gescí pro ICNP.
Tento kód umožňuje platnou publikaci jmen prokaryot i na základě izolovaného genomu izolátů, genomu sestaveného z metagenomu nebo genomových sekvencí, uznává tak jako platné i názvy, které dostaly taxony identifikované na základě molekulárních analýz, aniž by měly kultivované vzorky, a přiznává prioritu těmto názvům před oficiální publikací jména typu Candidatus platnou podle ICNP (i v případě shody s touto publikací přívlastek Candidatus systematicky neuvádí).